# Mohamed Lahna
Mohamed Lahna (nascida em 11 de marchar de 1982) é uma paratriatleta marroquino.ele é triplo campeão africano no paratriathlon PT2 (2008, 2015, 2016). 